# Instituto Español de Moneda Extranjera
El Instituto Español de Moneda Extranjera, también conocido por sus siglas IEME, fue un organismo público español.

## Historia
Se creó en octubre de 1939 para encargarse de la política monetaria exterior y del tipo de cambio oficial de la peseta a otra divisa. Su creación, producida en una época de fuerte control del comercio exterior, respondía a la situación creada por la Guerra Civil Española y la crisis económica mundial. Sustituía al Comité de Moneda Extranjera, que se creó durante la guerra en la zona sublevada, y estaba adscrito al Ministerio de Industria y Comercio. El IEME practicó hasta 1959 una política de control de los cambios que provocó la aparición de un importante mercado negro, pero con la liberalización del comercio exterior su actividad se redujo a la compra y venta de divisas. Fue disuelto en 1973 y sus funciones pasaron al Banco de España.